# Anglesqueville-l'Esneval
Anglesqueville-l’Esneval là một xã thuộc tỉnh Seine-Maritime trong vùng Normandie miền bắc nước Pháp.

## Huy hiệu
| Anglesqueville-l'Esneval | The arms of Anglesqueville-l'Esneval are blazoned: Per pale azure and gules, a chevron Or between an escallop, a lion and a spear head argent. |

## Dân số
| Năm | 1962 | 1968 | 1975 | 1982 | 1990 | 1999 | 2006 |
| --- | ---- | ---- | ---- | ---- | ---- | ---- | ---- |
| Dân số | 138  | 188  | 216  | 321  | 372  | 473  | 496  |
| From the year 1962 on: No double counting—residents of multiple communes (e.g. students and military personnel) are counted only once. |      |      |      |      |      |      |      |